# Municipio de Cockrell
El municipio de Cockrell (en inglés: Cockrell Township) es un municipio ubicado en el condado de Chariton en el estado estadounidense de Misuri. En el año 2010 tenía una población de 174 habitantes y una densidad poblacional de 1,92 personas por km².

## Geografía
El municipio de Cockrell se encuentra ubicado en las coordenadas 39°34′21″N 92°48′25″O / 39.57250, -92.80694. Según la Oficina del Censo de los Estados Unidos, el municipio tiene una superficie total de 90.84 km², de la cual 90,25 km² corresponden a tierra firme y (0,65 %) 0,59 km² es agua.

## Demografía
Según el censo de 2010, había 174 personas residiendo en el municipio de Cockrell. La densidad de población era de 1,92 hab./km². De los 174 habitantes, el municipio de Cockrell estaba compuesto por el 98,85 % blancos y el 1,15 % eran de una mezcla de razas. Del total de la población el 0 % eran hispanos o latinos de cualquier raza.